# Gira La Cruz del Mapa
Gira La Cruz del Mapa es el nombre de la gira de conciertos del cantante español Manuel Carrasco, preparada para llevar a cabo la presentación de su último disco La Cruz del Mapa (publicado en diciembre de 2018). Las doce primeras fechas se anunciaron a finales de diciembre de 2018 vía redes sociales y mediante la web del artista. Posteriormente fueron añadiéndose nuevas fechas, aunque en febrero de 2019 se anunció una última tanda compuesta por seis nuevos conciertos.
La gira desarrollará su primera etapa entre los meses de mayo y octubre de 2019, aunque es muy posible que se anuncien nuevas fechas para España y Latinoamérica de cara al próximo 2020. Dichas fechas fueron anunciadas en las redes sociales del cantante el 12 de septiembre. En diciembre de 2019, el onubense confirmó una segunda tanda de conciertos en España durante el verano de 2020.
Sin embargo, debido a la situación de emergencia sanitaria provocada por la pandemia de COVID-19, el isleño anunció el 18 de mayo de 2020 que posponía la nueva etapa española hasta bien entrado 2021.Finalmente, dada la evolución de la situación sanitaria, los conciertos se pospusieron a 2022 y en su lugar se ofreció una mini-gira acústica durante el mes de julio de 2021.
Para el año 2022 está prevista la celebración de la cuarta etapa de la gira, que incluye los conciertos pospuestos desde el año 2020, así como otros nuevos añadidos. Esta etapa se anunció como Gira La Cruz del Mapa: Hay que vivir el momento en referencia a la situación sanitaria vivida.

## Fechas
| Fecha                                                      | Ciudad                  | País                  | Recinto                             | Asistentes            |
| Primera etapa: España                                      | Primera etapa: España   | Primera etapa: España | Primera etapa: España               | Primera etapa: España |
| ---------------------------------------------------------- | ----------------------- | --------------------- | ----------------------------------- | --------------------- |
| 4 de mayo de 2019                                          | Valladolid              | España                | Polideportivo Pisuerga              | 4 889                 |
| 11 de mayo de 2019                                         | Huelva                  | España                | Estadio Iberoamericano de Atletismo | 20 203                |
| 12 de mayo de 2019                                         | Huelva                  | España                | Estadio Iberoamericano de Atletismo | 20 203                |
| 17 de mayo de 2019                                         | Fuengirola              | España                | Marenostrum Castle Park             | 14 498                |
| 18 de mayo de 2019                                         | Cádiz                   | España                | Muelle Ciudad Puerto de Cádiz       | 16 495                |
| 24 de mayo de 2019                                         | Barcelona               | España                | Palau Sant Jordi                    | 14 325                |
| 7 de junio de 2019                                         | Murcia                  | España                | Plaza de Toros de La Condomina      | 8 800                 |
| 8 de junio de 2019                                         | Granada                 | España                | Plaza de Toros de Granada           | 9 996                 |
| 15 de junio de 2019                                        | Bilbao                  | España                | Bilbao Arena Miribilla              | 7 500                 |
| 21 de junio de 2019                                        | Sevilla                 | España                | Estadio Benito Villamarín           | 55 148                |
| 29 de junio de 2019                                        | Madrid                  | España                | Estadio Wanda Metropolitano         | 55 200                |
| 5 de julio de 2019                                         | Marbella                | España                | Auditorio Festival Starlite         | 2 991                 |
| 6 de julio de 2019                                         | Almería                 | España                | Zona de Conciertos del Ferial       | 7 382                 |
| 12 de julio de 2019                                        | Úbeda                   | España                | Recinto ferial                      | 8 993                 |
| 19 de julio de 2019                                        | Gijón                   | España                | Recinto Gijón Life                  | 4 198                 |
| 26 de julio de 2019                                        | Santander               | España                | Campa de La Magdalena               | 8 329                 |
| 27 de julio de 2019                                        | La Coruña               | España                | Coliseum da Coruña                  | 4 369                 |
| 3 de agosto de 2019                                        | Palma de Mallorca       | España                | Recinto Multifuncional Son Fusteret | 4 967                 |
| 9 de agosto de 2019                                        | Sant Feliu de G.        | España                | Guíxols Arena                       | 3 365                 |
| 10 de agosto de 2019                                       | Tarragona               | España                | Tarraco Arena Plaza                 | 5 156                 |
| 16 de agosto de 2019                                       | Alicante                | España                | Plaza de Toros de Alicante          | 7 668                 |
| 18 de agosto de 2019                                       | Chiclana de la F.       | España                | Poblado de Sancti Petri             | 6 000                 |
| 20 de agosto de 2019                                       | Marbella                | España                | Auditorio Festival Starlite         | 2 994                 |
| 24 de agosto de 2019                                       | Albacete                | España                | Plaza de Toros de Albacete          | 5 198                 |
| 30 de agosto de 2019                                       | Daimiel                 | España                | Auditorio municipal de Daimiel      | 6 575                 |
| 6 de septiembre de 2019                                    | Valencia                | España                | Plaza de Toros de Valencia          | 7 740                 |
| 13 de septiembre de 2019                                   | Córdoba                 | España                | Plaza de Toros Los Califas          | 20 000                |
| 14 de septiembre de 2019                                   | Córdoba                 | España                | Plaza de Toros Los Califas          | 20 000                |
| 28 de septiembre de 2019                                   | Mérida                  | España                | Albergue Juvenil El Prado           | 14 613                |
| 4 de octubre de 2019                                       | Zaragoza                | España                | Pabellón Príncipe Felipe            | 5 233                 |
| 5 de octubre de 2019                                       | Pamplona                | España                | Navarra Arena                       | 6 150                 |
| 18 de octubre de 2019                                      | Las Palmas              | España                | Gran Canaria Arena                  | 8 085                 |
| 19 de octubre de 2019                                      | Santa Cruz              | España                | Pabellón Insular Santiago Martín    | 4 664                 |
| Segunda etapa: América del Norte y América del Sur         |                         |                       |                                     |                       |
| 6 de febrero de 2020                                       | Guadalajara             | México                | Teatro Diana                        |                       |
| 8 de febrero de 2020                                       | Ciudad de México        | México                | Teatro Metropólitan                 |                       |
| 9 de febrero de 2020                                       | Monterrey               | México                | Foro DiDi                           |                       |
| 11 de febrero de 2020                                      | Montevideo              | Uruguay               | Auditorio Nacional Dra. Adela Reta  |                       |
| 14 de febrero de 2020                                      | Buenos Aires            | Argentina             | Teatro Gran Rex                     |                       |
| 15 de febrero de 2020                                      | Santiago                | Chile                 | Teatro Nescafé de las Artes         |                       |
| Tercera etapa: España (mini-gira acústica)                 |                         |                       |                                     |                       |
| 9 de julio de 2021                                         | Marbella                | España                | Auditorio Festival Starlite         |                       |
| 10 de julio de 2021                                        | Marbella                | España                | Auditorio Festival Starlite         |                       |
| 15 de julio de 2021                                        | Chiclana de la Frontera | España                | Auditorio Sancti Petri              |                       |
| 16 de julio de 2021                                        | Chiclana de la Frontera | España                | Auditorio Sancti Petri              |                       |
| 22 de julio de 2021                                        | Castellón de la Plana   | España                | Real Club Náutico de Castellón      |                       |
| 24 de julio de 2021                                        | Sant Feliu de Guíxols   | España                | Guíxols Arena                       |                       |
| 30 de julio de 2021                                        | Badajoz                 | España                | Recinto de la Alcazaba              |                       |
| 31 de julio de 2021                                        | Badajoz                 | España                | Recinto de la Alcazaba              |                       |
| Cuarta etapa: Gira LCDM: Hay que vivir el momento (España) |                         |                       |                                     |                       |
| 12 de febrero de 2022                                      | Bilbao                  | España                | Bilbao Arena Miribilla              |                       |
| 18 de febrero de 2022                                      | Madrid                  | España                | WiZink Center                       |                       |
| 19 de febrero de 2022                                      | Madrid                  | España                | WiZink Center                       |                       |
| 5 de marzo de 2022                                         | Olivenza                | España                | Baluarte de San Blás                |                       |
| 12 de marzo de 2022                                        | Barcelona               | España                | Palau Sant Jordi                    |                       |
| 19 de marzo de 2022                                        | Zaragoza                | España                | Pabellón Príncipe Felipe            |                       |
| 26 de marzo de 2022                                        | Valladolid              | España                | Recinto de la Feria de Muestras     |                       |
| 30 de abril de 2022                                        | Lucena                  | España                | Plaza de Toros de Lucena            |                       |
| 1 de mayo de 2022                                          | Madrid                  | España                | Teatro Real                         |                       |
| 6 de mayo de 2022                                          | Baeza                   | España                | Campo municipal de fútbol de Baeza  |                       |
| 13 de mayo de 2022                                         | Granada                 | España                | Plaza de Toros de Granada           |                       |
| 14 de mayo de 2022                                         | Algeciras               | España                | Plaza de Toros Las Palomas          |                       |
| 20 de mayo de 2022                                         | Isla Cristina           | España                | Recinto ferial El Carmen            |                       |
| 21 de mayo de 2022                                         | Isla Cristina           | España                | Recinto ferial El Carmen            |                       |
| 27 de mayo de 2022                                         | San Fernando            | España                | Aparcamiento Bahía Sur-San Fernando |                       |
| 28 de mayo de 2022                                         | Málaga                  | España                | Estadio de Atletismo de Málaga      |                       |
| 3 de junio de 2022                                         | Elche                   | España                | Explanada de la UMH                 |                       |
| 4 de junio de 2022                                         | Valencia                | España                | Auditorio Marina Sur                |                       |
| 11 de junio de 2022                                        | Sevilla                 | España                | Estadio Olímpico de La Cartuja      |                       |

## Conciertos no celebrados
A continuación se pueden ver los conciertos no celebrados de la gira, con la correspondiente razón.
| Fecha                    | Ciudad                  | País   | Recinto                             | Estado                              | Motivo                |
| ------------------------ | ----------------------- | ------ | ----------------------------------- | ----------------------------------- | --------------------- |
| 31 de agosto de 2019     | Logroño                 | España | Palacio de los Deportes de La Rioja | Cancelado                           | Ajustes de producción |
| 5 de junio de 2020       | Bilbao                  | España | Bilbao Arena Miribilla              | Aplazado (12 de febrero de 2022)    | Pandemia de COVID-19  |
| 12 de junio de 2020      | Barcelona               | España | Palau Sant Jordi                    | Aplazado (12 de marzo de 2022)      | Pandemia de COVID-19  |
| 26 de junio de 2020      | Baeza                   | España | Campo municipal de fútbol de Baeza  | Aplazado (6 de mayo de 2022)        | Pandemia de COVID-19  |
| 27 de junio de 2020      | Elche                   | España | Explanada de la UMH                 | Aplazado (3 de junio de 2022)       | Pandemia de COVID-19  |
| 10 de julio de 2020      | Granada                 | España | Plaza de Toros de Granada           | Aplazado (13 de mayo de 2022)       | Pandemia de COVID-19  |
| 11 de julio de 2020      | Málaga                  | España | Estadio de Atletismo de Málaga      | Aplazado (28 de mayo de 2022)       | Pandemia de COVID-19  |
| 17 de julio de 2020      | Algeciras               | España | Plaza de Toros Las Palomas          | Aplazado (14 de mayo de 2022)       | Pandemia de COVID-19  |
| 18 de julio de 2020      | Chiclana de la Frontera | España | Poblado de Sancti Petri             | Aplazado (15 y 16 de julio de 2021) | Pandemia de COVID-19  |
| 24 de julio de 2020      | Valladolid              | España | Recinto de la Feria de Muestras     | Aplazado (26 de marzo de 2022)      | Pandemia de COVID-19  |
| 1 de agosto de 2020      | Badajoz                 | España | Alcazaba de Badajoz                 | Aplazado (31 de julio de 2021)      | Pandemia de COVID-19  |
| 7 de agosto de 2020      | Isla Cristina           | España | Recinto ferial El Carmen            | Aplazado (20 de mayo de 2022)       | Pandemia de COVID-19  |
| 8 de agosto de 2020      | Isla Cristina           | España | Recinto ferial El Carmen            | Aplazado (21 de mayo de 2022)       | Pandemia de COVID-19  |
| 4 de septiembre de 2020  | Madrid                  | España | WiZink Center                       | Aplazado (18 de febrero de 2022)    | Pandemia de COVID-19  |
| 5 de septiembre de 2020  | Madrid                  | España | WiZink Center                       | Aplazado (19 de febrero de 2022)    | Pandemia de COVID-19  |
| 12 de septiembre de 2020 | Valencia                | España | Auditorio Marina Sur                | Aplazado (4 de junio de 2022)       | Pandemia de COVID-19  |
| 19 de septiembre de 2020 | Sevilla                 | España | Estadio Olímpico de La Cartuja      | Aplazado (11 de junio de 2022)      | Pandemia de COVID-19  |
| 24 de julio de 2021      | Vigo                    | España | Auditorio de Castrelos              | Cancelado                           | Pandemia de COVID-19  |

## Gira promocional
El cantante onubense actuó en algunos macroeventos para dar a conocer sus nuevos temas, antes de embarcarse en la gira oficial.
| Fecha                  | Ciudad                 | País   | Lugar                                      | Motivo                   |
| ---------------------- | ---------------------- | ------ | ------------------------------------------ | ------------------------ |
| 5 de diciembre de 2018 | Sevilla                | España | Plaza de España                            | Evento de Presentación   |
| 14 de marzo de 2019    | Santa Cruz de Tenerife | España | Centro Internacional de Ferias y Congresos | Premios Cadena Dial 2019 |
| 23 de marzo de 2019    | Madrid                 | España | WiZink Center                              | La Noche de Cadena 100   |